# Moritz Freiberger
Moritz Freiberger (* 2. Mai 1861 in Proßnitz in Mähren; † 26. Mai 1937 in Berlin) war ein deutscher Textilchemiker und Unternehmer.

## Leben und Wirken
Nach Gymnasialbesuch in Proßnitz absolvierte er ein vierjähriges Ingenieurstudium an der Technischen Hochschule in Wien. Anschließend besuchte er für ein Jahr die Höhere Färbereischule daselbst. Nach vierjähriger Berufspraxis wirkte er dann 25 Jahre lang als Direktor der Textilfabrik S.F. Goldberger & S. in Budapest, wo speziell Kattundruck produziert wurde. Auf der Grundlage dieser langjährigen Berufspraxis wurde er Erfinder eines speziellen Druck- und Färbeverfahrens und meldete zahlreiche Patente im In- und Ausland an. Nachdem er zunächst als Privatdozent tätig gewesen war, wurde er 1921 zum außerordentlichen Professor für Textilchemie an der Technischen Hochschule in Berlin-Charlottenburg ernannt. Aus dieser Lehrtätigkeit wurde er 1933 aus politischen Gründen vertrieben und in den Ruhestand versetzt, woraufhin er seinen Wohnsitz vorübergehend nach Prag verlegte. Er kehrte jedoch nach Berlin-Charlottenburg zurück, wo er auch verstarb.
Freiberger war Mitglied mehrerer wissenschaftlicher Gesellschaften, so u. a. Vorsitzender der deutschen Sektion des Internationalen Vereins der Chemiker-Koloristen. Verheiratet war er mit Adele Braun (* 6. Mai 1873; † 26. September 1942). Beider letzte Ruhestätte befindet sich auf dem Südwestkirchhof Stahnsdorf.

## Patente
- Ätzmethode für Indigoböden. DE 228694 1908.
- Bleaching process. US 1.061.392 vom 13. Mai 1913. (mit Walther Mathesius)
- Process of producing patterns on fabrics. US 1.080.433 vom 2. Dezember 1913.
- Improvements in or relating to the treatment of fibres, fibrous materials, fabrics and leather with liquids. GB 146225 Oct. 1921.
- Improvements in apparatus for washing woven fabrics. GB 322219 Dec.1929.
- Improvements in apparatus for the liquid treatment of textile materials. GB 329526 May 1930.
- Process of treating vegetable or artificial fibers or fiber material. US 1927363 vom 19. September 1933.
- Improvements in and releting to alkalin treatment baths for vegetable and regenerated cellulose fibres. GB 398958 Sept. 1933.
- Improvements in and relating to process for the treatment of textile and fibrous materials GB 425689 March 1935.